# Tärkma
Koordinaten: 58° 42′ N, 22° 36′ O

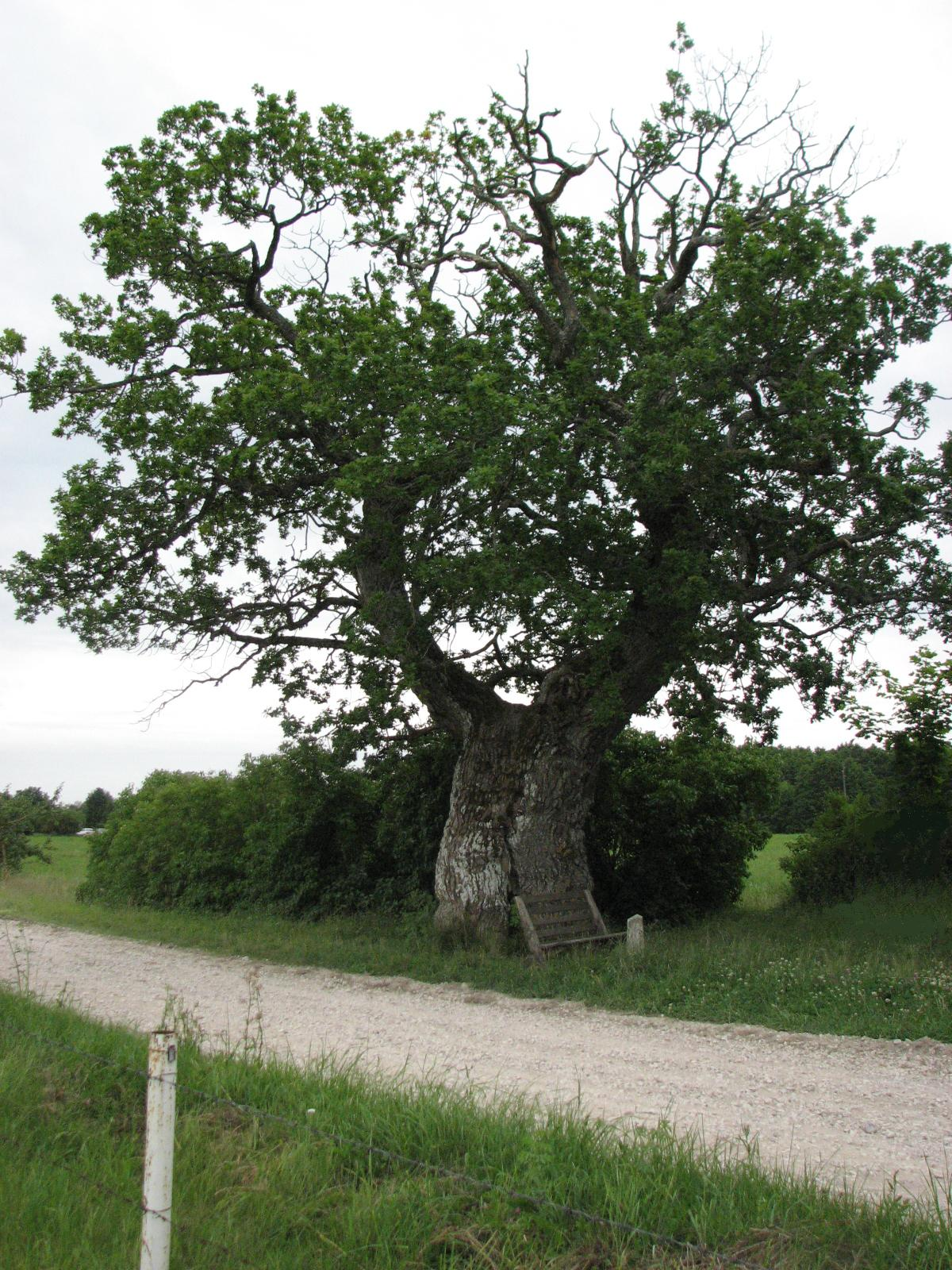
Die sogenannte „Opfer-Eiche“ von Tärkma

Tärkma ist ein Dorf (estnisch küla) in der Landgemeinde Hiiumaa (bis 2017: Landgemeinde Emmaste). Es liegt auf der zweitgrößten estnischen Insel Hiiumaa (deutsch Dagö).

## Beschreibung und Geschichte
Tärkma (deutsch Terkma) hat 21 Einwohner (Stand 31. Dezember 2011). Der Ort liegt einen Kilometer südöstlich des Dorfs Emmaste am Ostseestrand. Tärkma liegt am Soela väin (Sele-Sund), der Wasserstraße zwischen den Inseln Hiiumaa und Saaremaa (Ösel).
1564 wurde das Gesinde Terckma erstmals urkundlich erwähnt. Vor der Gründung des Guts Emmaste ging Ende des 18. Jahrhunderts von Tärkma aus eine Schiffsverbindung zur größten estnischen Insel Saaremaa. Im Winter führte ein Weg siebzehn Kilometer lang auf dem Eis der gefrorenen Ostsee von Tärkma zur Nachbarinsel.
Anfang des 19. Jahrhunderts wurde während der Kontinentalsperre in Tärkma mit der Salzgewinnung begonnen. Die hohen Preise lohnten damals die Förderung, auch wenn der Salzgehalt im Wasser der Ostsee gering ist.

## Opfereiche
Bekannt ist Tärkma heute wegen einer über 300 Jahre alten Eiche. Sie wird auch als „Opfer-Eiche“ bezeichnet, da Bewohner und Besucher bis ins 20. Jahrhundert dort Opfergaben dargebracht haben sollen. Insbesondere am Donnerstagabend soll die Wirkung besonders groß sein.
Der Baum ist zwölf Meter hoch und hat einen Umfang von fünf Metern.